# Erysiphales
Erysiphales es un orden de hongos ascomicetos. El orden contiene una sola familia, Erysiphaceae. Muchos de ellos causan enfermedades de las plantas llamadas mildiú polvoriento.

## Sistemática
El orden contiene una familia (Erysiphaceae), 28 géneros y aproximadamente 100 especies. Muchos hongos imperfectos (hongos cuya reproducción sexual es desconocida) pertenecen aquí, especialmente el género Oidium. Datos moleculares recientes han revelado la existencia de seis linajes evolutivos principales. Clado 1 consta de Erysiphe, Microsphaera y Uncinula, todos los cuales tienen un subgénero de Oidium y estado mitosporico Pseudoidium. El clado 2 consiste en Erysiphe galeopsidis y Erysiphe cumminsiana (anamorfos en Oidium subgénero Striatoidium). El clado 3 está formado por especies de Erysiphe con anamorfos en el subgénero Reticuloidium de Oidium. Clado 4 consiste en Leveillula y Phyllactinia, que tienen estados mitospóricos Oidiopsis y Ovulariopsis, respectivamente. Clado 5 consiste en Sphaerotheca, Podosphaera y Cystotheca, que tienen subgéneros Oidium Fibroidium y Setoidium mitosporico. El clado 6 consiste en Blumeria graminis, que tiene un subgénero de Oidium estado mitosporico Oidium. Se han analizado varios caracteres morfológicos y se ha encontrado que no entran en conflicto con los datos moleculares.

## Características
- Erysiphales tiene micelio superficial que extrae alimento de la planta huésped a través de hifas especializadas que penetran las células epidérmicas del huésped mediante órganos absorbentes llamados haustorios.
- Los teleomorfos suelen ser más distintivos y diversos que los anamorfos. Si las ascas son bitunicadas o unitunicadas (es decir, tienen una o dos capas), es un tema de discusión.
- Los cleistotecios tienen las ascas dispuestas en una capa himenial, que se asemeja al peritecio.

Los cleistotecios (chasmothecia) son diminutos, por lo general no mucho más de 0.1 mm de diámetro. Desde la pared exterior del cleistotecio crecen hifas especializadas (apéndices). El número de ascas por ascoma varía, y es importante para discriminar entre géneros.
- Erysiphales es notable por los apéndices complejos que siguen la geometría fractal dentro de los números de Fibonacci y pueden ser útiles para la identificación de especies.

## Ciclo de vida
La infección de la planta huésped comienza con las ascosporas sexuales o las conidias asexuales que germinan en la superficie de la hoja o el tallo de las plantas, lo que da como resultado un micelio septado de células uninucleadas. En la mayoría de los hongos polvorientos solo se atacan las células epidérmicas. El micelio externo da lugar a conidióforos cortos y erectos, cada uno de los cuales tiene una sola fila de esporas en forma de barril, siendo el más joven en la base (las partes afectadas quedan así cubiertas con un bosque de conidióforos que asumen una apariencia de polvo blanco). Las esporas maduras se desprenden y son fácilmente dispersadas por el viento, causando una infección fresca. En otoño se producen las cleistotecias sexuales. Los cleistotecios representan la etapa de reposo (hibernación) del patógeno. Las ascosporas permanecen latentes durante todo el invierno para germinar en primavera. Cuando los ascos se expanden, rompen la pared de la chasmothecia, lanzando las ascosporas al aire.

## Ecología
Los Erysphales son parásitos obligados en las hojas y los frutos de las plantas superiores, causando enfermedades llamadas hongos polvorientos. La mayoría de los intentos de cultivarlos en la cultura han fracasado.

## Géneros
| - Arthrocladiella - Blumeria - Brasiliomyces - Bulbomicrosphaera - Bulbouncinula - Caespitotheca - Cystotheca - Erysiphe - Golvinomyces - Leveillula - Medusosphaera | - Microsphaera - Neoerysiphe - Phyllactinia - Pleochaeta - Podosphaera - Sawadaea'' - Setoerysiphe - Sphaerotheca - Typhulochaeta - Uncinula - Uncinuliella |